# Ana Paula Vescovi
Ana Paula Vitali Janes Vescovi (Colatina, 8 de abril de 1969) é uma economista brasileira, ex-secretária do Tesouro Nacional e ex-secretária-executiva do Ministério da Fazenda no Governo Michel Temer. Atualmente, é economista-chefe e diretora de Macroeconomia do banco Santander, no Brasil, e membro do Conselho de Administração e do Comitê de Auditoria e Riscos da Ultrapar.

## Biografia
Ana Paula Vitali Janes Vescovi nasceu em Colatina, no Estado do Espírito Santo, em 8 de abril de 1969. É mestre em Economia do Setor Público pela Universidade de Brasília, além de especialista em Políticas Públicas e Gestão Governamental e mestre em Administração Pública pela Fundação Getulio Vargas.
Foi secretária-adjunta de Macroeconomia na Secretaria de Política Econômica do Ministério da Fazenda entre 1997 e 2007.
Entre 2008 e 2011 diretora-presidente do Instituto Jones dos Santos Neves do governo do Espírito Santo e de 2011 a 2014, assessora em assuntos de economia do senador Ricardo Ferraço.
Era secretária de Fazenda do Espírito Santo, quando, em junho de 2016 foi indicada pelo ministro da Fazenda, Henrique Meirelles para a Secretaria do Tesouro Nacional, a primeira mulher a ocupar este cargo.
Como Secretária do Tesouro, teceu críticas ao governo Dilma. Na época, o país vivia os efeitos da crise econômica de 2014, entre eles a recessão. Para Vescovi, a causa da crise estava no uso indiscriminado de "experimentos socioeconômicos entre 2011 e 2013". Ela se referia à nova matriz econômica, conjunto de políticas econômicas heterodoxas aplicadas no governo Dilma.
Em abril de 2018, Ana Paula Vescovi foi substituída na Secretária do Tesouro Nacional pelo economista Mansueto Almeida, pois foi nomeada para o cargo de Secretária-executiva do Ministério da Fazenda. As mudanças na equipe econômica ocorreram após a posse do novo Ministro da Fazenda, Eduardo Guardia.
É também presidente do Conselho de Administração da Caixa Econômica Federal, por indicação direta de Henrique Meirelles. Neste cargo, recebeu recomendação do Banco Central em 10 de janeiro de 2018 para demitir todo os vice-presidentes da Caixa. Em 16 de janeiro, quatro deles foram afastados por 15 dias para investigação.
Em julho de 2019,  Vescovi assumiu o cargo de economista-chefe do Santader Brasil, liderando as atividades dos departamentos de economia do Santander Corporate Investment Banking (SCIB) e CFO que passaramm a fazer parte de uma única área.